# Trevico-Torino - Viaggio nel Fiat-Nam
Trevico-Torino - Viaggio nel Fiat-Nam è un film del 1973 diretto da Ettore Scola.

## Trama
Fortunato Santospirito è un giovane originario di Trevico, in provincia di Avellino, che giunge a Torino per lavorare in Fiat. Le sue prime immagini della città sono l'atrio della stazione di Porta Nuova, la mensa dei poveri e il dormitorio pubblico.
Conosce un prete che gli espone la situazione degli immigrati e gli dà le prime informazioni; a Porta Palazzo fa amicizia con un sindacalista comunista, anch'egli campano. Le sue frequentazioni dopo il lavoro sono i luoghi di riunione dei meridionali e i gruppi di estrema sinistra.
Con una miscela di documentario e fiction, il film ritrae i diversi problemi con cui Fortunato deve confrontarsi: quello dell'alloggio, la distanza dagli affetti, il razzismo, le condizioni di lavoro, l'amore non corrisposto per una ragazza borghese, ex studentessa, che ha abbandonato la propria classe di riferimento per votarsi alla protesta. Attraverso l'esperienza di fabbrica e il rapporto con il sindacalista e la ragazza, nasce in Fortunato la coscienza della propria condizione di sfruttato.

## Produzione
Il film è stato girato in 16mm e con una piccola troupe dalla Unitelefilm, la casa cinematografica dell'allora PCI. Diretto da Ettore Scola, il copione fu scritto dal giornalista torinese Diego Novelli, che due anni dopo sarebbe diventato sindaco di Torino, con la supervisione del regista.
A parte il protagonista maschile, tutti gli altri interpreti erano dei "non professionisti": nei titoli tutta la troupe è presentata in puro ordine alfabetico, senza alcuna indicazione di ruolo. Il termine Fiat-Nam è una parafrasi 'a effetto' di Vietnam, la cui guerra di liberazione stava volgendo vittoriosamente al termine.
Nel 2018, il Museo Nazionale del Cinema di Torino e la Fondazione Cineteca di Bologna hanno effettuato in collaborazione un restauro digitale del film, a partire dall'originale negativo in 16mm conservato presso l'Istituto Luce Cinecittà di Roma.

## Accoglienza

### Critica
Il film ha avuto recensioni soprattutto di stampo politico.
(Paolo Valmarana)
(Alberto Moravia)